# Anthony Recker
Anthony Vito Recker (ur. 29 sierpnia 1983) – amerykański baseballista występujący na pozycji łapacza.

## Przebieg kariery
W czerwcu 2005 roku został wybrany w 18. rundzie draftu przez Oakland Athletics i początkowo grał w klubach farmerskich tego zespołu, między innymi w Sacramento River Cats, reprezentującym poziom Triple-A. W Major League Baseball zadebiutował 25 sierpnia 2011 w meczu przeciwko New York Yankees. W sierpniu 2012 został oddany do Chicago Cubs.
Niespełna trzy miesiące później został zawodnikiem New York Mets. 12 kwietnia 2014 w meczu międzyligowym z Los Angeles Angels of Anaheim, rozegranym na Angel Stadium, w pierwszej połowie trzynastej zmiany przy stanie 6–6 zdobył home runa, który ostatecznie dał zwycięstwo drużynie Mets 7–6. W listopadzie 2015 podpisał niegwarantowany kontrakt z Cleveland Indians. W 2016 rozegrał 19 meczów w zespole (Triple-A) Columbus Clippers.
W maju 2016 przeszedł do Atlanta Braves. W lipcu 2017 został oddany do Minnesota Twins.